# Braunersreuth
Braunersreuth ist ein Gemeindeteil des Marktes Presseck im Landkreis Kulmbach (Oberfranken, Bayern). Braunersreuth liegt in der Gemarkung Schwand.

## Geografie
Das Dorf liegt auf einer Anhöhe des Frankenwaldes, die zu allen Seiten abfällt. Es entspringt dort ein namenloser linker Zufluss der Zettlitz. Eine Anliegerstraße führt 0,3 km östlich bzw. 0,4 km südlich jeweils zur Staatsstraße 2195, die nach Presseck (1,6 km nordöstlich) bzw. nach Große Birken verläuft (1,6 km südwestlich).

## Geschichte
Braunersreuth wurde als Radialhufendorf angelegt. Ursprünglicher Lehnsherr war das Hochstift Bamberg. 1318 erhielt Nikolaus von Grün, der Stammvater der Wildensteiner, dieses zu Lehen. 1381 gelangte es mit allen Rechten an Fritz von Guttenberg.
Gegen Ende des 18. Jahrhunderts bestand Braunersreuth aus 15 Anwesen (3 Höfe, 7 Güter, 3 Gütlein, 1 Sölde, 1 Tropfhaus). Das Hochgericht übte das bambergische Centamt Wartenfels aus. Die Dorf- und Gemeindeherrschaft hatte das Amt Stadtsteinach. Das Kastenamt Stadtsteinach war Grundherr sämtlicher Anwesen.
Mit dem Gemeindeedikt wurde Braunersreuth dem 1808 gebildeten Steuerdistrikt Schwand und der im gleichen Jahr gebildeten Ruralgemeinde Schwand zugewiesen. Am 1. Januar 1974 wurde Braunersreuth im Rahmen der Gebietsreform in die Gemeinde Presseck eingegliedert.

### Ehemaliges Kunstdenkmal
- Haus Nr. 12: Eingeschossiges Kleinhaus mit Satteldach, erstes Viertel des 19. Jahrhunderts; drei zu vier Achsen, verputzt massiv, Giebel mit geteilter Schalung; Fenster- und Türrahmungen in Sandstein, über Haustür Scheitelstein.[9] Das Haus listete Karl-Ludwig Lippert in dem Buch Landkreis Stadtsteinach von 1964 mit seiner ursprünglichen Hausnummer als Kunstdenkmal auf. Es ist in der Denkmalschutzliste nicht aufgeführt, da es entweder nicht aufgenommen, abgebrochen oder stark verändert wurde.

### Einwohnerentwicklung
| Jahr      | 001818 | 001819 | 001861 | 001871 | 001885 | 001900 | 001925 | 001950 | 001961 | 001970 | 001987 |
| Einwohner |        | 74     | 96     | 84     | 100    | 84     | 65     | 77     | 53     | 44     | 34     |
| Häuser    | 12     |        |        |        | 13     | 14     | 12     | 12     | 12     |        | 12     |
| Quelle    | [ 7 ]  | [ 11 ] | [ 12 ] | [ 13 ] | [ 14 ] | [ 15 ] | [ 16 ] | [ 17 ] | [ 18 ] | [ 19 ] | [ 1 ]  |

## Religion
Braunersreuth ist katholisch geprägt und nach St. Bartholomäus (Wartenfels) gepfarrt.